# Cingilia orsona
Cingilia orsona là một loài bướm đêm trong họ Geometridae.